# Вешвильское староство
Вешвильское староство (лит. Viešvilės seniūnija) — одно из 12 староств Юрбаркского района, Таурагского уезда Литвы. Административный центр — местечко Вешвиле.

## География
Расположено в Каршувской низменности, на западе Литвы, в западной части Юрбаркского района.
Граничит с Юрбаркайским староством и Смалининкайским староствами на востоке, Вилькишкяйским староством Пагегяйского самоуправления — на западе, Таурагским и Гауреским староствами Таурагского района — на севере, а также Краснознаменским районом Калининградской области России — на юге.

## Население
Вешвильское староство включает в себя местечко Вешвиле, 12 деревень и 3 хутора.